# Frederico III da Dinamarca
Frederico III (Haderslev, 18 de março de 1609 — Copenhague, 9 de fevereiro de 1670) foi Rei da Dinamarca e Noruega de 1648 até sua morte. Ele é o governante que introduziu a monarquia absoluta na Dinamarca.
Era o único filho de Cristiano IV e de sua consorte, Ana Catarina de Brandemburgo.
Em 1655 premiou um de seus favoritos, Christopher Gabel, dando-lhe o controle sobre o poder nas Ilhas Feroe. O período é conhecido como o momento mais instável da história da ilha.

## Filhos

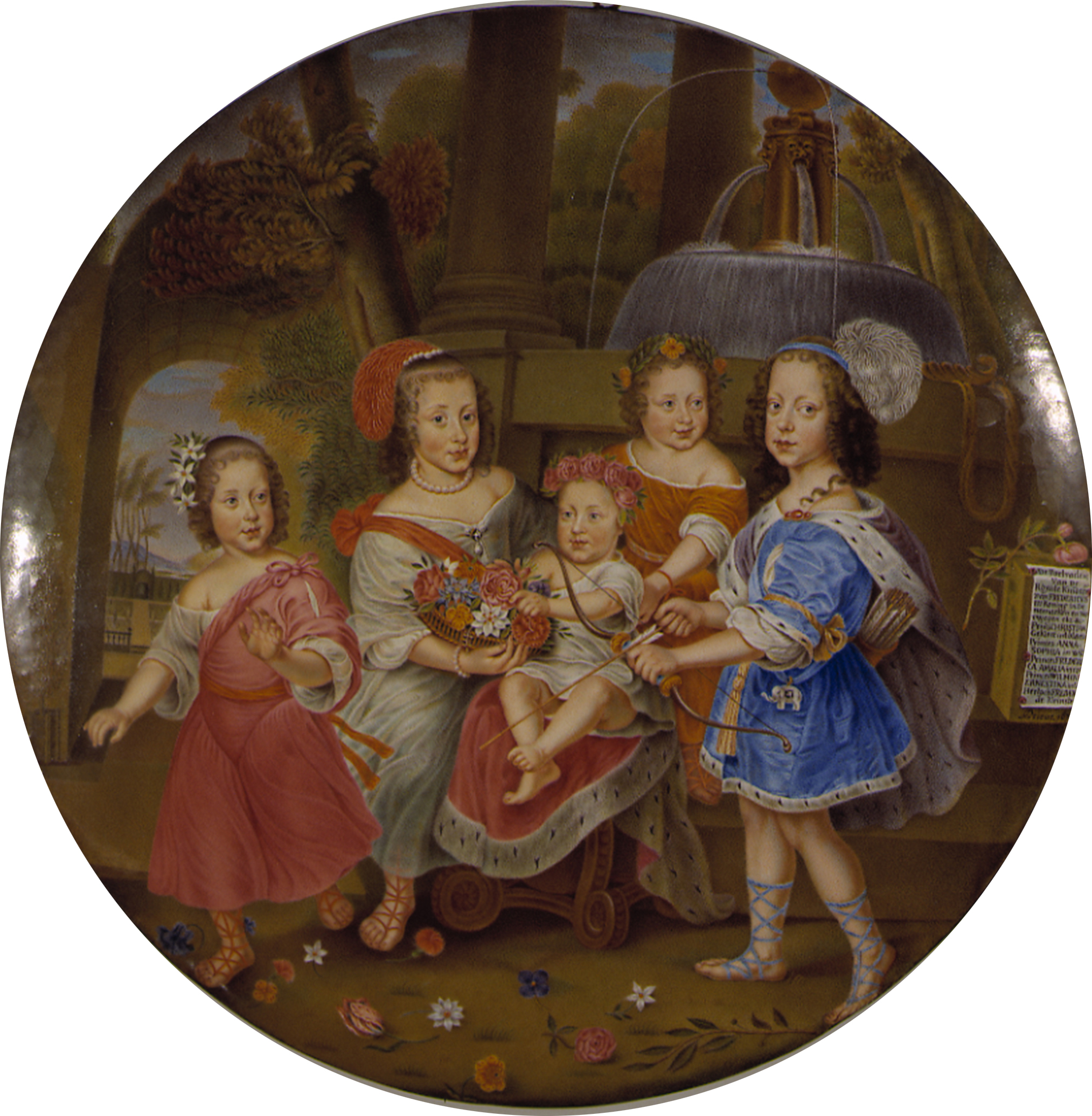
Os Filhos de Frederico III em 1671, por Paul Prieur

Com Sofia Amália de Brunsvique-Luneburgo, Frederico III teve oito filhos:
- Cristiano V da Dinamarca (15 de Abril de 1646 - 25 de Agosto de 1699), rei da Dinamarca entre 1670 e 1699; casado com a condessa Carlota Amália de Hesse-Cassel; com descendência.
- Ana Sofia da Dinamarca (1 de Setembro de 1647 - 1 de Julho de 1717), casada com o eleitor João Jorge III da Saxónia; com descendência.
- Frederica Amália da Dinamarca (11 de Abril de 1649 - 30 de Outubro de 1704), casada com o duque Cristiano Alberto de Holstein-Gottorp; com descendência.
- Guilhermina Ernestina da Dinamarca (21 de Junho de 1650 - 22 de Abril de 1706), casada com o eleitor Carlos II do Palatinado; sem descendência.
- Frederico da Dinamarca (11 de Outubro de 1651 - 14 de Março de 1652), morreu aos cinco meses de idade.
- Jorge da Dinamarca (2 de Abril de 1653 - 28 de Outubro de 1708), casado com a rainha Ana da Grã-Bretanha; com descendência.
- Ulrica Leonor da Dinamarca (11 de Setembro de 1656 - 26 de Outubro de 1693), casada com o rei Carlos XI da Suécia; com descendência.
- Doroteia da Dinamarca (16 de Novembro de 1657 - 15 de Maio de 1658), morreu aos seis meses de idade.

Com sua amante Margarethe Pape, Frederico III teve um filho ilegítimo, Ulrico Frederico Gyldelove.